# Фингов, Георгий
Георги Димитров Фингов (болг. Георги Димитров Фингов; 13 мая 1874, Калофер, Османская империя — 10 января 1944, София, Третье Болгарское царство) — болгарский архитектор, который находился под особым влиянием французского модерна и считается первым видным представителем болгарского сецессиона в архитектуре. Работы Фингова варьируются от частных домов, школ и общественных зданий до королевских дворцов и охотничьих домиков для болгарской царской семьи.

## Биография
Фингов родился в Калофере (в то время часть Османской империи, ныне в центральной Болгарии) в семье Димитара Фингова, учителя-полиглота, получившего образование в Киеве и Москве, который был знаком с Христо Ботевым и Иваном Вазовым. После Освобождения Болгарии в 1878 году отец Георгия Фингова некоторое время был губернатором Тырговиште, Ботевграда и Плевена .
В 1892 году Георгий Фингов окончил среднюю школу в Пловдиве и переехал в Вену, Австро-Венгрия, чтобы изучать архитектуру в нынешнем Венском технологическом университете. В студенческие годы Фингов был ассистентом Карла Майредера в университете и работал в мастерской известного архитектора. Оставив перспективы успешной карьеры в Вене, в 1898 г. Фингов вернулся в Болгарию. В Пловдиве он основал мастерскую вместе с местным архитектором Вальковичем. Вместе они спроектировали здание Пловдивского французского колледжа для девочек. Отдельные работы Фингова в Пловдиве включают неоготический протестантский костел в городе и несколько жилых домов.
Фингов переехал в Софию, столицу Княжества Болгарии, в 1902 году. Он стал главой отдела архитектуры муниципалитета Софии, где сменив на этом посту Фридриха Грюнангера. Фингов также ведал царскими дворцами, по должности чиновника Министерства общественных работ. Он спроектировал горный домик Ситняково и королевский охотничий домик Царская Бистрица, оба в Риле, а также меньший из двух дворцов во Вране недалеко от Софии. Фингов также реконструировал Свято-Димитриевский монастырь в Евксинограде под Варной. В 1905 году Фингов ушел из Министерства общественных работ, чтобы начать частную карьеру, которая продлилась до 1936 года. В качестве частного архитектора Фингов сотрудничал с другими болгарскими архитекторами, включая Киро Маричкова, Димо Ничева, Николу Юрукова и Георгия Апостолова.
Георгий Фингов погиб в 1944 году во время бомбардировки Софии во время Второй мировой войны. Сын Фингова, Димитр Фингов, тоже был архитектором. Его внучка (дочь его дочери Милки Мюллер, урожденной Фингова), Барбара Мюллер, была актрисой и переводчиком с немецкого на болгарский.

## Работа
Его работа в основном была направлена на решение пространственно-урбанистического облика старого центра Софии. В 1898 году он успешно участвовал в конкурсе на болгарский павильон на Международной выставке в Париже. Самостоятельно спроектированы восемь вилл в Боровце и окрестностях Софии, 12 коммерческих домов, восемь отелей и 80 жилых домов. Он является автором небольшого дворца «Врана», дворца «Ситняково» и царского охотничьего дома в Бистрице с 1903 года. Его проекты — здания банка «Напредак» в Плевене, Современного театра в Свиштове, Театра-казино «Елена и К. Аврамови» в Велико Тырново, Кинотеатра и Гимназии для мальчиков в Златице, Таможня и управление портами в Бургасе.

### В городе Пловдив
- Французский женский колледж (совместно с Валковичем);
- Евангелическо-католическая церковь, Сахат-Тепе.

### В городе София
- Третья Софийская средняя школа для мальчиков, сегодня 18-я средняя школа «Уильям Гладстон», ул. «Пироцкая» 68 (1907, совместно с Кириллом Маричковым);
- Бизнес-школа «Княгиня Мария Луиза», сегодня музей МВД, ул. 30 Лавеле (1912; совместно с Кириллом Маричковым);
- Здание Третьей неполной средней школы (совместно с Димо Ничевым и Николой Юруковым);
- Начальная школа им. Георгия Раковского в Лозенце (совместно с Димо Ничевым и Николой Юруковым);
- Начальная школа им. Иосифа Ковачева (совместно с Димо Ничевым и Николой Юруковым);
- Начальная школа им. Константина Фотинова (совместно с Димо Ничевым и Николой Юруковым);
- Начальная школа «Экзарх Иосиф» (совместно с Димо Ничевым и Николой Юруковым);
- Школа Тодора Минкова (совместно с Димо Ничевым и Николой Юруковым);
- 38 Начальная школа им. Василя Априлова, ул. Шипка, 40, София (1912 г.);
- Первая Софийская неполная средняя школа им. Христо Ботева, сегодня 134 средняя школа им. Димчо Дебелянова, ул. «Пироцкая» 78 (1908; совместно с Кириллом Маричковым);
- Пятая Софийская неполная средняя школа «Антим I», сегодня 129 начальная школа «Антим I», ул. 1 Султан-Тепе (1912; совместно с Кириллом Маричковым);
- Софийская торгово-промышленная палата, сегодня головной офис CIBANK, Славянская 1912 (совместно с Димо Ничевым и Николой Юруковым);
- Клерикальное кооперативное страховое общество, позднее издательство «Техника», бул. «Царь Освободитель» (1912; совместно с Димо Ничевым и Николой Юруковым);
- Фениксское клерикальное страховое общество (1912; совместно с Димо Ничевым и Николой Юрковым);
- Коммерческий банк (1912; совместно с Димо Ничевым и Николой Юруковым);
- Франко-болгарский банк (дизайн Димо Ничева);
- София Банк, сегодня Головной офис ДСК Банка, в Софии, ул. ул. Московская, 19 (1914; совместно с Димо Ничевым и Николой Юруковым).
- Дом Адольфа Функа, бул. Дондуков 59 (1904, совместно с Кириллом Маричковым));
- Дом Георгия Фингова, ул. Шипка 38 (1909);
- Дом Горгаса, сегодня посольство Франции, ул. Обориште 29 (1908; совместно с Кириллом Маричковым)

## Галерея

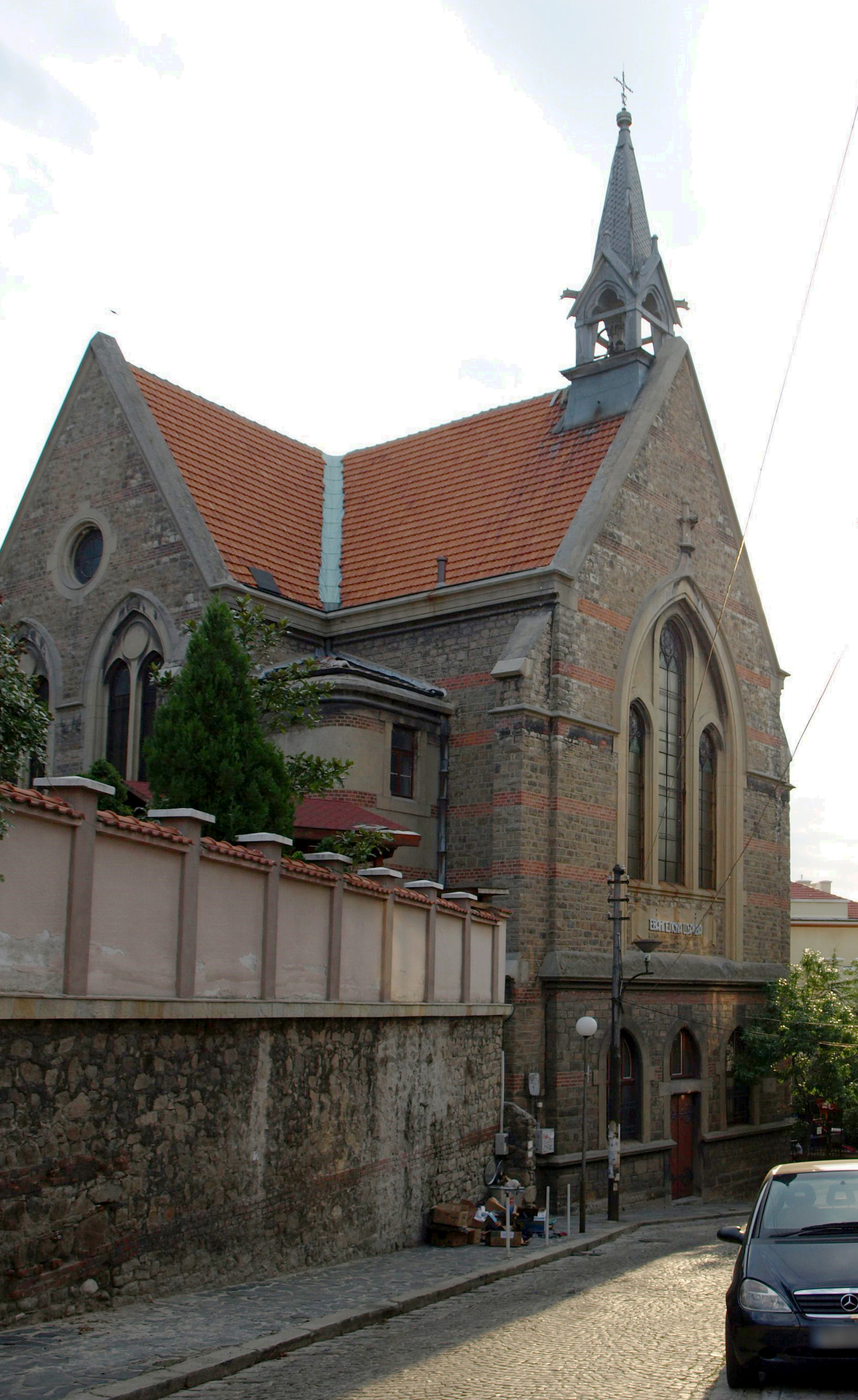
Протестантская церковь в Пловдиве
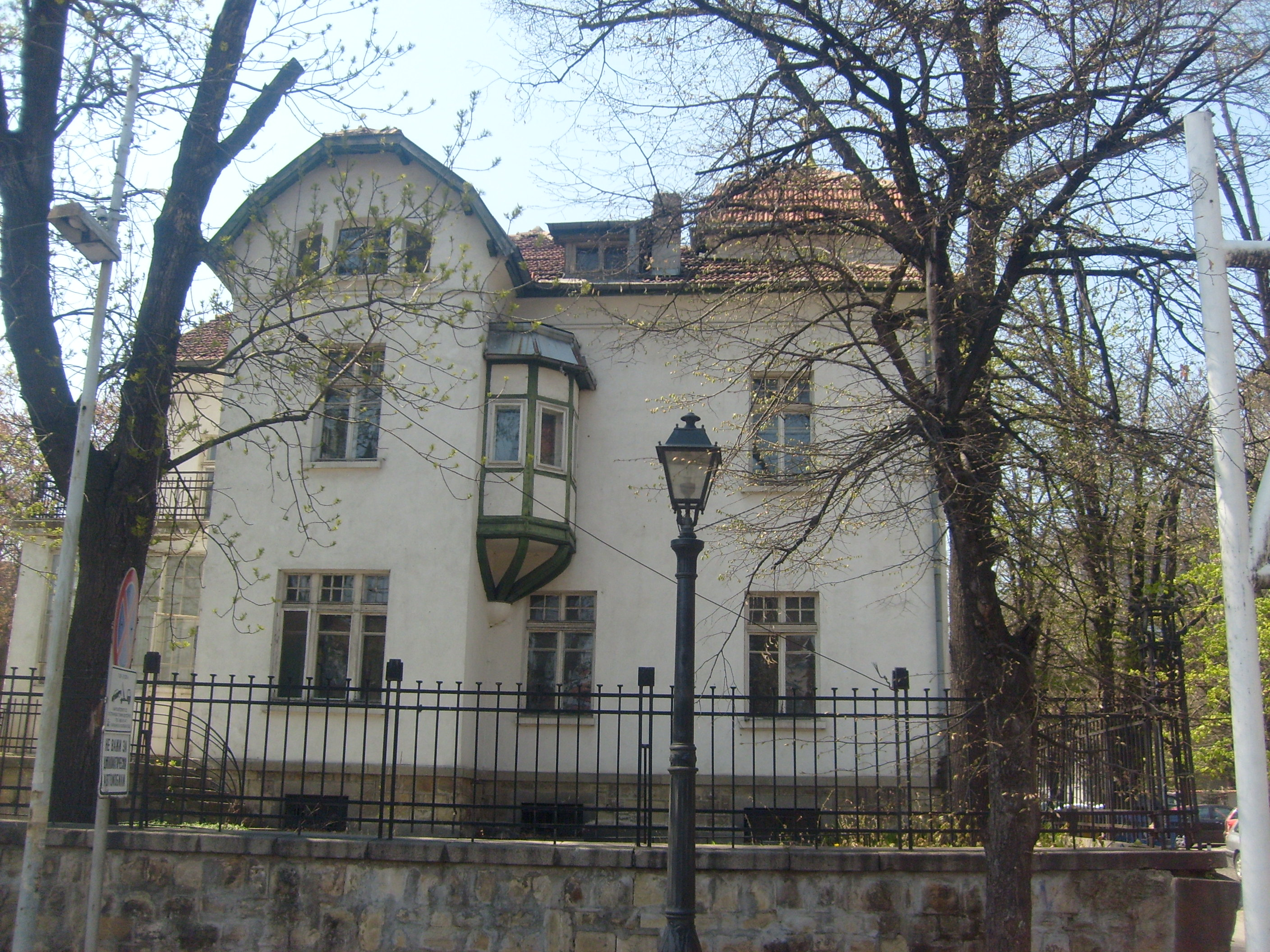
Дом Фингова (авторский проект) на улице Шипка в Софии
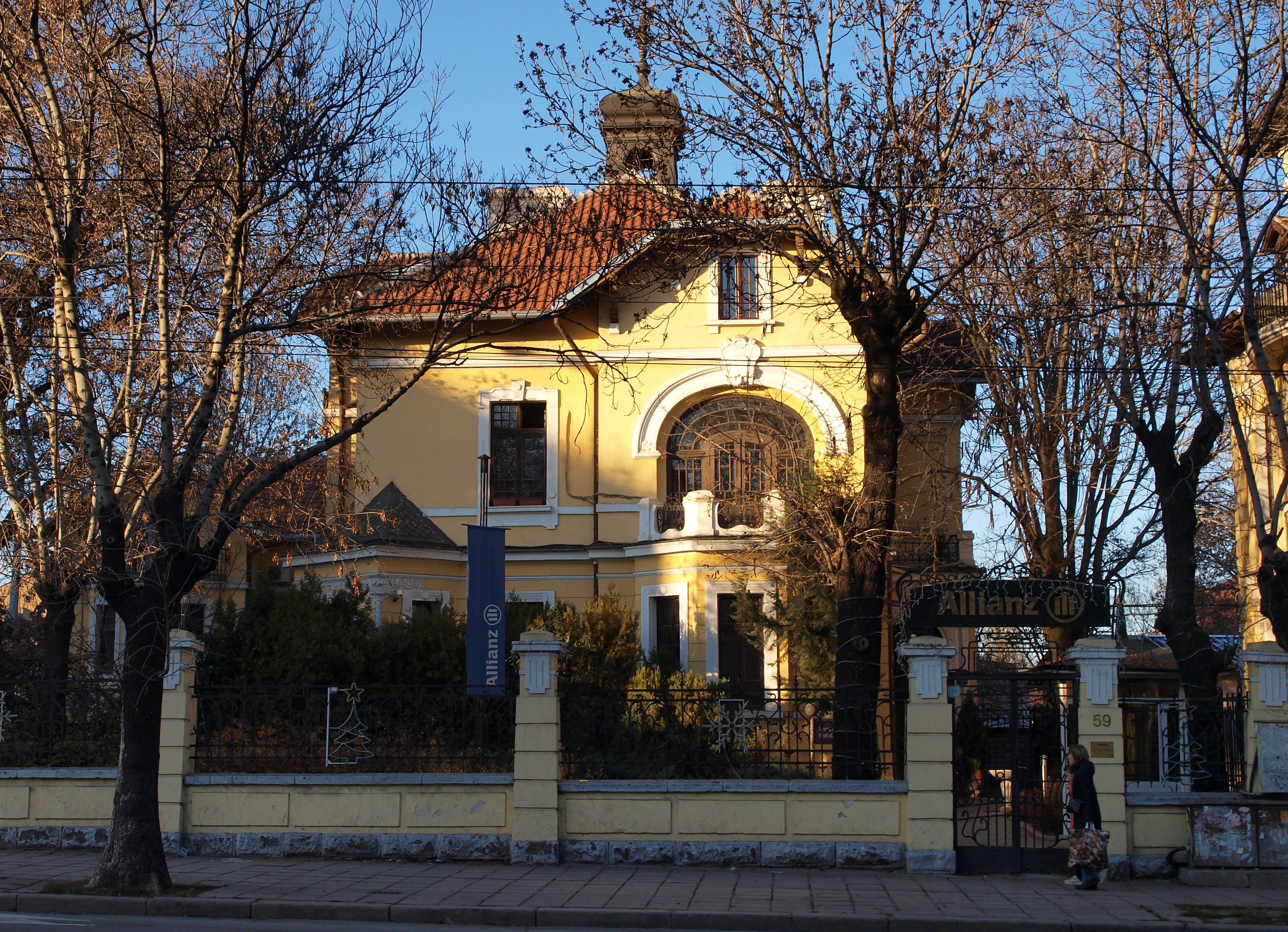
Дом А. Функа в Софии
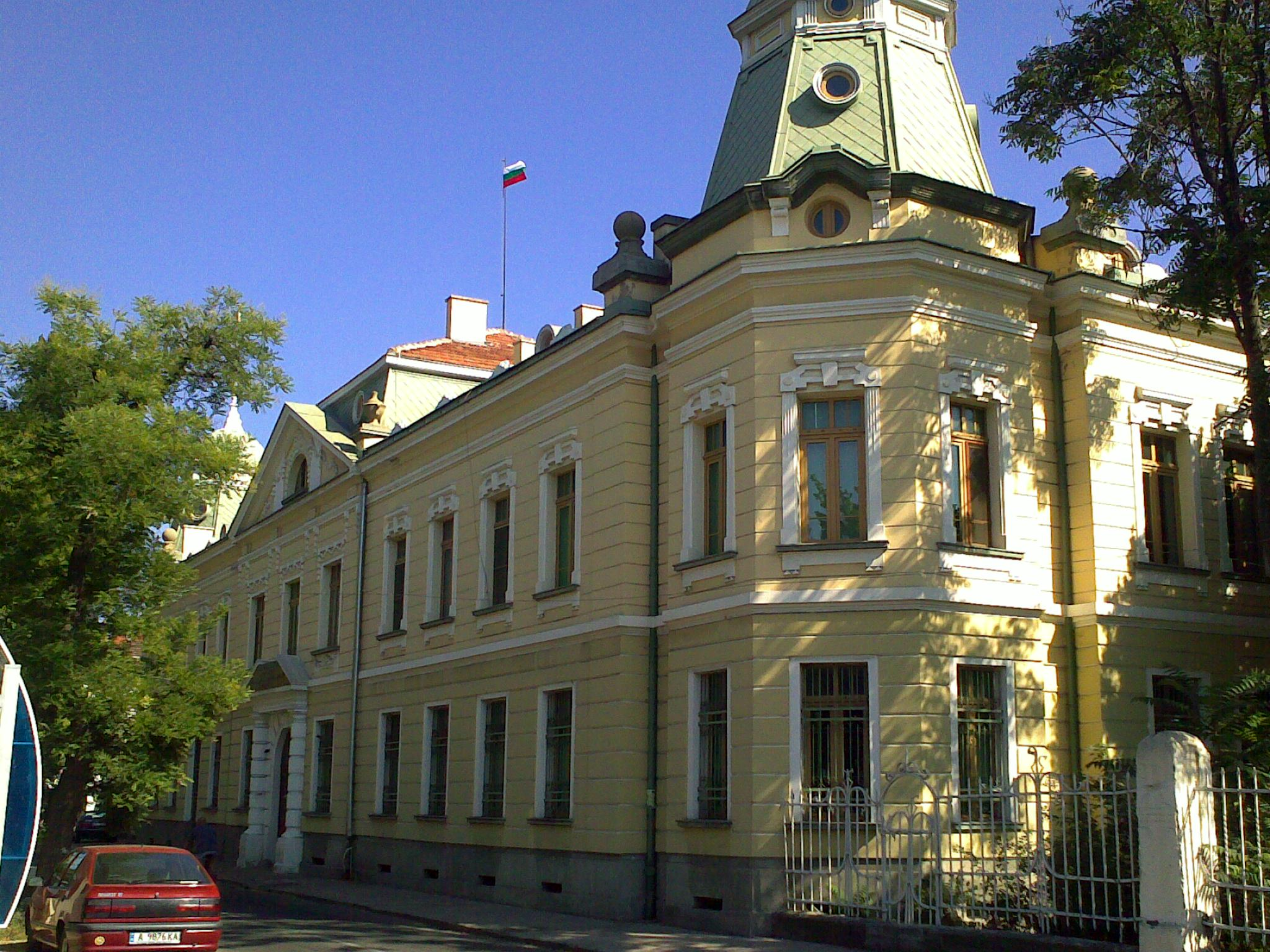
Администрация порта в Бургасе